# Petra Noskaiová
Petra Noskaiová es una mezzosoprano clásica eslovaca, activa en el campo de la música barroca.

## Trayectoria
Estudió música en el Conservatorio de Bratislava desde 1988 hasta 1994 y voz con Ružena Illenbergerová. Continuó su formación con Marius van Altena, Harry van der Kamp y Sigiswald Kuijken.
Noskaiová ha colaborado con diversos ensambles en el ámbito de la interpretación historicista, en especial y con regularidad con la La Petite Bande de Kuijken. Ha grabado con este conjunto las cantatas de Bach para un año litúrgio completo, incluyendo la temprana Weinen, Klagen, Sorgen, Zagen, BWV 12, escrita en Weimar en 1714, que fue grabada en 2009 junto con Gerlinde Sämann, Christoph Genz y Jan van der Crabben. Asimismo, participó en un concierto de cantatas de Bach en el Rheingau Musik Festival en la Abadía de Eibingen en 2005.
También con La Petite Bande grabó la Pasión según San Mateo y la Misa en si menor de Bach, con Genz en el papel del Evangelista y van der Crabben como Vox Christi, la voz de Jesús. El ensamble, con los solistas cantando también las partes corales, interpretó la obra para la apertura de Thüringer Bachwochen 2009 en la Bach-Kirche de Arnstadt, donde Bach había trabajado de joven.
Ha colaborado con el Huelgas Ensemble en grabaciones como el Salmo 103, motetes y madrigales de Alfonso Ferrabosco.
Petra Noskaiová forma parte del conjunto de cámara eslovaco Quasars Ensemble, fundado en 2008.
Ha colaborado regularmente con la Radio eslovaca y ha producido grabaciones para Slovart, Dynamic y Matou. Ha aparecido en festivales internacionales como "Days of Early Music" en Bratislava, el Festival de Ambronay y el Festival Oude Muziek en Utrecht. En Utrecht participó en la ópera L'Orfeo de Antonio Sartorio, con Ellen Hargis como Orfeo y Suzie LeBlanc como Eurídice. La interpretación fue grabada en vivo. Con el coro de la Christ Church Cathedral en Montreal interpretó Stabat Mater dolorosa de José de Nebra.